# Rio Grande da Serra
Rio Grande da Serra è un comune del Brasile nello Stato di San Paolo, parte della mesoregione Metropolitana de São Paulo e della microregione di San Paolo.